# Seuneubok Aceh (Paya Bakong)
Seuneubok Aceh is een bestuurslaag in het regentschap Aceh Utara van de provincie Atjeh, Indonesië. Seuneubok Aceh telt 215 inwoners (volkstelling 2010).